# Gondwana (stacja antarktyczna)
Gondwana – letnia stacja antarktyczna, należąca do Niemiec, położona na Antarktydzie Wschodniej.

## Położenie i warunki
Stacja znajduje się na wolnym od lodu fragmencie lądu nad Zatoką Terra Nova na Ziemi Wiktorii. Główny budynek jest prostokątny, zawiera laboratoria, kuchnię, pomieszczenia sanitarne, warsztat i radio. Sąsiaduje z nim mniejsza stacja zasilania i przetwarzania nieczystości. Na sąsiednim lodowcu Boomerang mogą lądować samoloty ekspedycji polarnych.

## Historia i działalność
Stacja została założona w 1983 roku w ramach wyprawy GANOVEX III (ang. German Antarctic North Victoria Land Expedition) jako proste schronienie terenowe, a następnie rozbudowana w lecie 1988/89, stając się stacją badawczą. Baza jest wykorzystywana okresowo podczas niemieckich ekspedycji badawczych na Ziemię Wiktorii; pomiędzy 1993 a 2003 rokiem nie była ona odwiedzana przez polarników. Niemieccy badacze wykorzystują bazę Gondwana prowadząc badania geologiczne i geofizyczne nad strukturą i ewolucją geodynamiczną północnej części Ziemi Wiktorii, Morza Rossa i Wybrzeża Pennella. Badania te mają pomóc w zrozumieniu procesu rozpadu superkontynentu Gondwany, od którego nazwę wzięła stacja.